# Killing in the Name
Killing in the Name (česky Zabíjení ve jménu) je píseň americké rap metalové hudební skupiny Rage Against the Machine vydaná na stejnojmenném albu v roce 1992. Píseň dosáhla v listopadu 1992 25. příčky v hitparádě UK Singles Chart a v roce 2009 se stal vánočním číslem jedna. Vítězství písně bylo součástí úspěšné kampaně skrze Facebook, aby se zabránilo vítězi The X Factor získat vánoční číslo jedna ve Velké Británii.